# Guadalajara (Mèxic)
La ciutat mexicana de Guadalajara és la capital de l'Estat de Jalisco i la tercera municipalitat més gran en població del país, amb 1,49 milions d'habitants. L'àrea metropolitana de la ciutat s'estén sobre els municipis de Zapopan, Tlaquepaque, Tonalá, Tlajomulco, Zapotlanejo i Ixtlahuacán del Río, amb una població total de 4,4 milions d'habitants, la segona més gran del país després de la ciutat de Mèxic, i una de les aglomeracions més grans de Nord-amèrica.
Guadalajara és coneguda com la Perla d'Occident, la Perla Tapatía (tapatío és un adjectiu informal per a referir-se als originaris de la ciutat), i com la Ciutat de les Roses. Va ser fundada el 14 de febrer, 1542. El nom de Guadalajara té el seu origen de la ciutat homònima espanyola, i aquesta de l'àrab Wādī al-Ḥaǧārah (وادي الحجارة) que vol dir riu que corre entre les roques.

## Etimologia
El conquistador Cristóbal de Oñate va batejar la ciutat en honor del conqueridor de l'oest de Mèxic, Nuño de Guzmán, que va néixer a Guadalajara, Espanya. El nom prové de l'àrab وادي الحجارة (wādī al-ḥajārah), que significa Vall de les Pedres, o Vall de la fortalesa.

## Escut d'armes

Escut de Guadalajara.

L'escut de Guadalajara consta d'un camp blau, un pi de sinople perfilat, dos lleons rampants de color, oposats al front i les cames al tronc, el brodat és d'or, està format per set braços de gules. Per segell, casc tancat i per a cimera una bandera de gules, carregada amb una creu de Jerusalem a la que fa servir com a fust una llança del mateix color, els lambrequins són d'or i blau alternats.
El camp blau significa lleialtat i serenitat, el pi de sinople significa pensaments nobles, els lleons sobirania i esperit bèl·lic, les armes signifiquen protecció, favor i puresa dels sentiments, honor a la batalla de Baeza contra els moriscos el 1227. El casc representa un grau de noblesa, la victòria en el combat, la creu de Jerusalem significa que els conqueridors eren descendents dels senyors de les croades, i la llança significa una força temperada per la prudència.
Carles V, emperador del Sacre Imperi Romanogermànic, va concedir el títol de ciutat a Guadalajara i li va concedir l'escut el 1539.

## Breu història

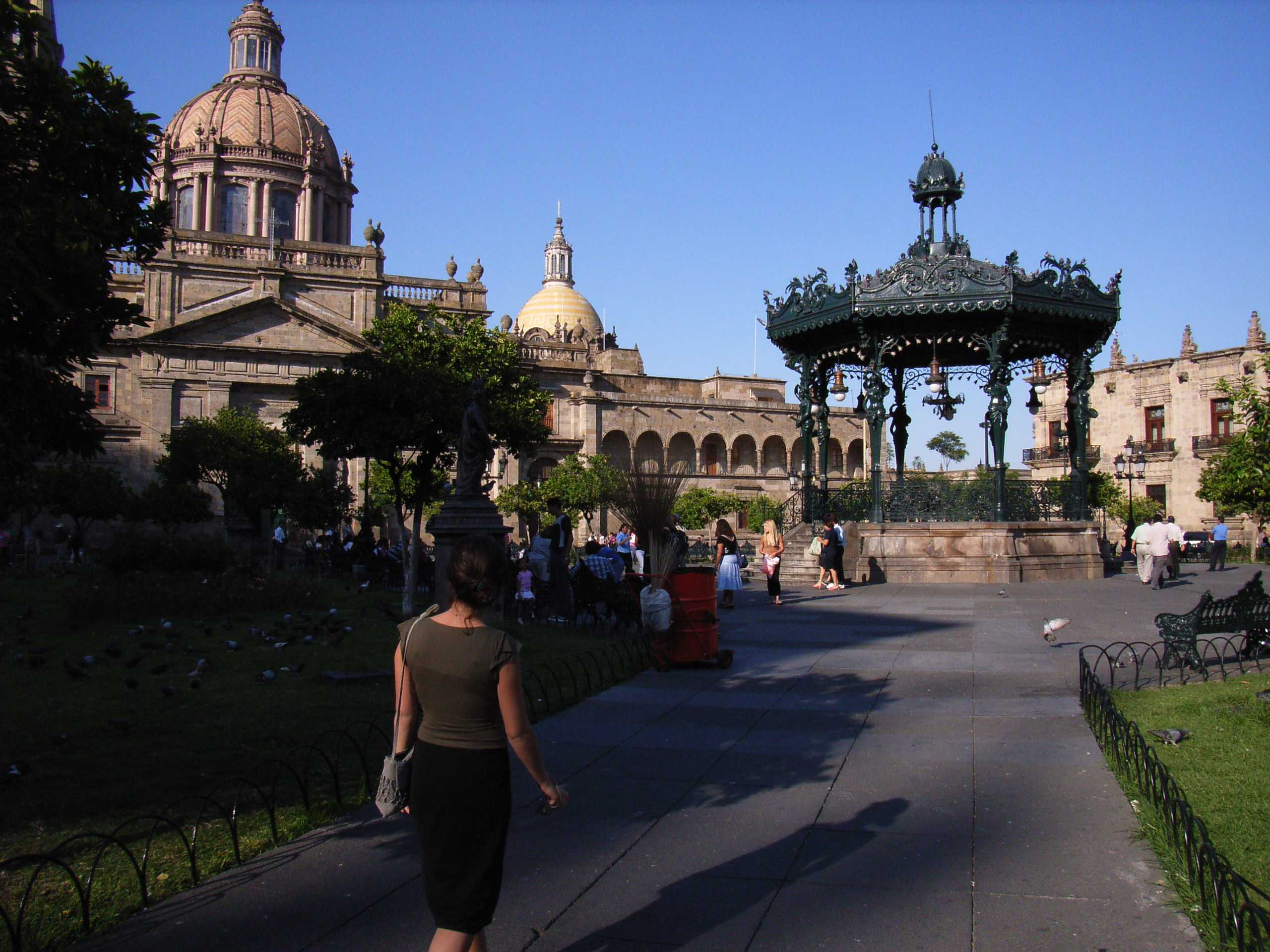
Plaça d'Armes i Catedral de la ciutat

Guadalajara va ser fundada el 14 de febrer, 1542 a la vall d'Atemajac, de la província de Nova Galícia del virregnat de la Nova Espanya que s'estenia del centre-occident de Mèxic fins a la ciutat de San Francisco, Califòrnia. Va ser anomenada així en honor de la ciutat del conqueridor espanyol Nuño Beltrán de Guzmán, el qual cercava un regne més gran i important per conquerir que l'Imperi Asteca que havia conquerit Hernán Cortés. Guadalajara va ser fundada quatre vegades, l'última encapçalada per Beatriz Hernández. A partir de la seva fundació definitiva, la ciutat va començar a créixer en importància econòmica, religiosa i política, i la capital de la província va ser canviada de l'antiga Compostel·la a Guadalajara, i es va canviar el nom de la província a Intendència de Guadalajara. El 18 de novembre, 1791 es va fundar la Reial i Literària Universitat de Guadalajara, la segona més antiga de Mèxic després de la Universitat Nacional Autònoma de Mèxic. Després de la independència de Mèxic, va ser designada com a capital de l'Estat de Jalisco. Al llarg del segle xx Guadalajara es va consolidar com una important ciutat industrial de Mèxic (especialment en l'àrea de manufactura) així com un important centre cultural i musical de la nació.

## Geografia

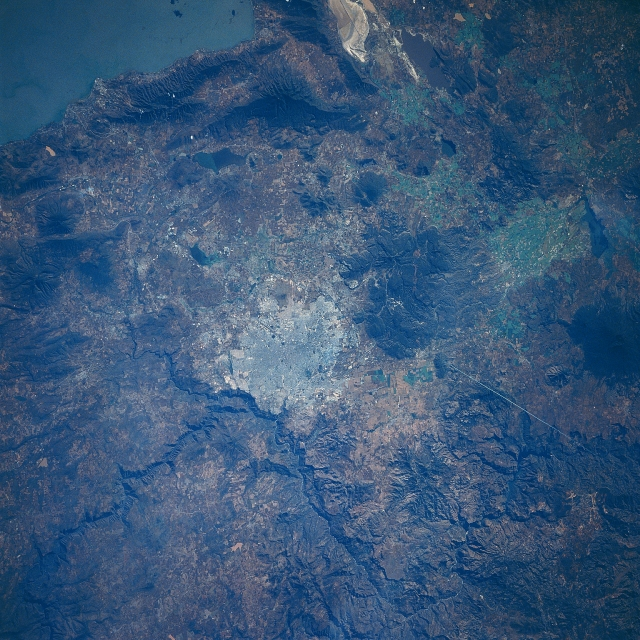
Imatge de satèl·lit de la ciutat amb el Llac de Chapala a la part superior

La ciutat es troba a la vall d'Atemajac, una paraula nàhuatl que vol dir lloc on l'aigua es bifurca. La vall és una plana envoltada per muntanyes de la Sierra Nevada o Eix Volcànic. El municipi té una superfície de 182 km², encara que l'àrea metropolitana té una superfície aproximada de 500 km². La vall d'Atejamac és part de la conca dels rius Lerma i Santiago. Al sud de la ciutat es troba el Llac de Chapala, el llac més gran en superfície del país.

## Govern
Com a capital de l'Estat, la ciutat és la seu del Govern de l'Estat. Com a resultat, la política estatal té una gran influència en la presa de decisions locals i viceversa. Històricament, l'alcaldia de la ciutat ha estat una plataforma de salt comuna per a la governació estatal. A més, a causa de la grandària de l'Àrea Metropolitana de Guadalajara respecte a la resta de l'Estat, l'aglomeració urbana de la ciutat, dominada i coordinada en gran part per l'Ajuntament de Guadalajara, ocupa 12 dels 20 escons de la legislatura estatal assignats per el districte.

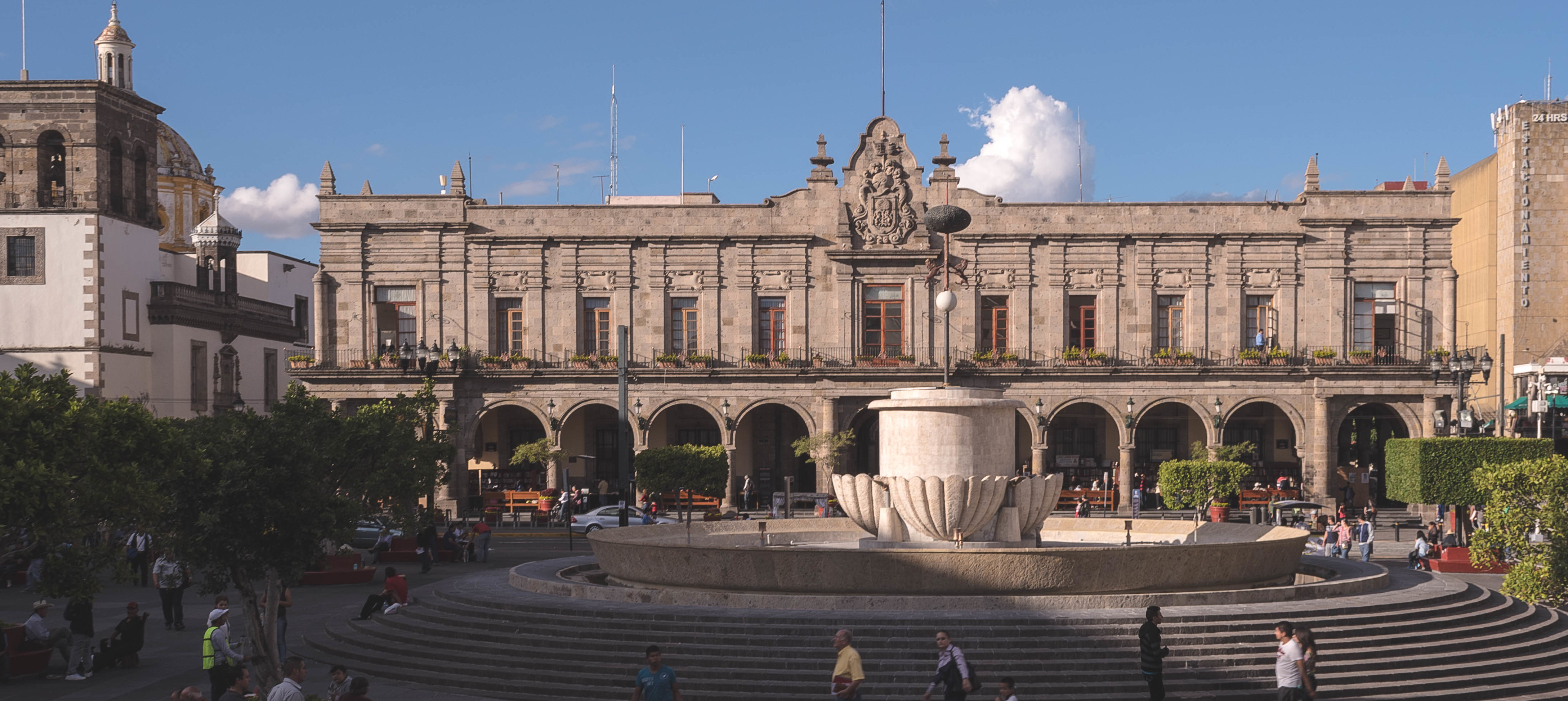
Palau de la Ciutat de Guadalajara

Les tres branques del Govern estatal es concentren al voltant del centre històric de la ciutat, amb el Palau de Govern, la seu de l'executiu estatal, immediatament al sud-est de la catedral. Al nord, a través de la plaça de la Llibertat, hi ha l'edifici de la Legislatura de l'Estat, i immediatament a l'est d'aquest últim hi ha el Tribunal Suprem de Justícia de l'Estat.
Igual que altres municipis de Mèxic, Guadalajara està governada per un president municipal, que exerceix el poder executiu durant tres anys consecutius. Actualment aquesta oficina l'ocupa Enrique Alfaro (Movimiento Ciudadano).
La legislatura té el cabildo, format per la forma escollida pel candidat a l'alcaldia, format per regidors, que no són elegits pel poble per votació directa o indirecta, però el retorn es produeix automàticament si guanya l'alcalde.

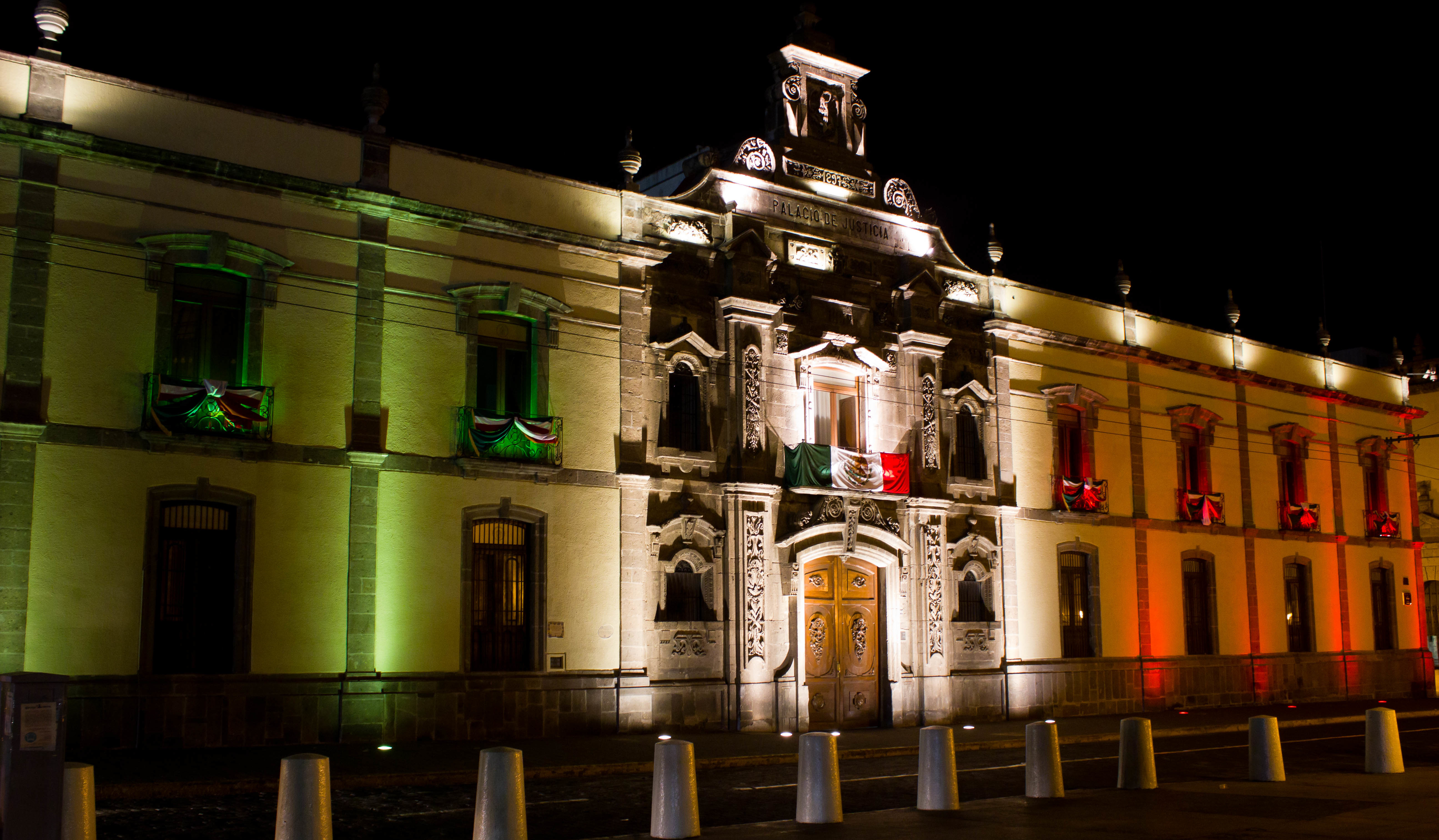
Palau de Justícia de Jalisco

El municipi està dividit en cinc districtes electorals amb l'objectiu d'elegir els representants de la ciutat a la legislatura federal. Aquests districtes són els VIII, IX, XI, XIII i XIV de l'Estat de Jalisco.
La ciutat i el municipi de Guadalajara són essencialment co-extensos amb més del 99% del municipi que viu dins dels límits de la ciutat i gairebé tot el municipi urbanitzat. La urbanització centrada en la ciutat s'estén per set municipis més; de Zapopan, Tlaquepaque, Tonalá, Tlajomulco, El Salto, Ixtlahuacán de los Membrillos, i Juanacatlán.
Aquestes àrees formen l'Àrea Metropolitana de Guadalajara (Zona Metropolitana de Guadalajara), que és la més poblada de l'Estat de Jalisco i la tercera més poblada del país després de l'àrea metropolitana de Ciutat de Mèxic. Aquesta àrea metropolitana tenia 4.298.715 l'any 2008.

## Economia i infraestructura

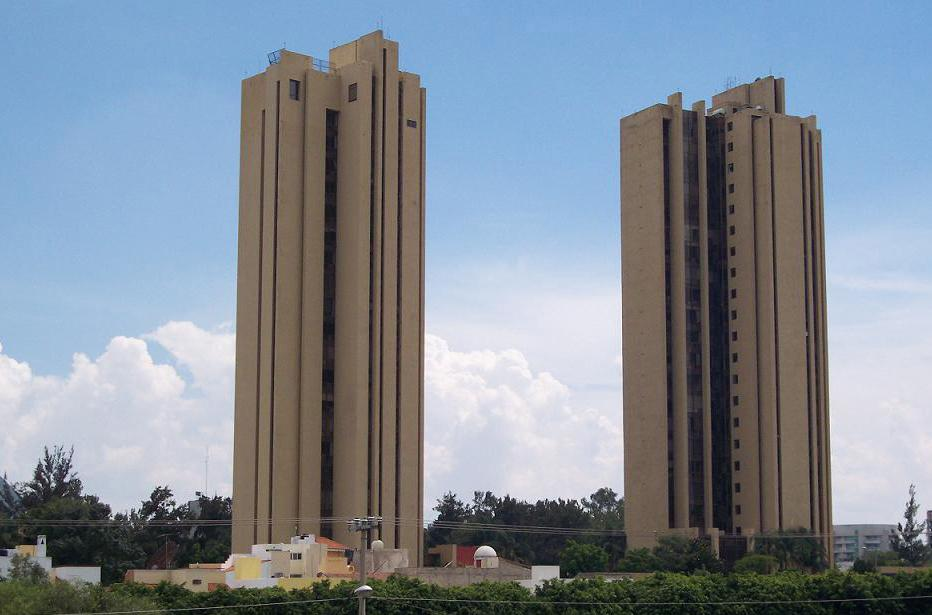
Country Club Condominium

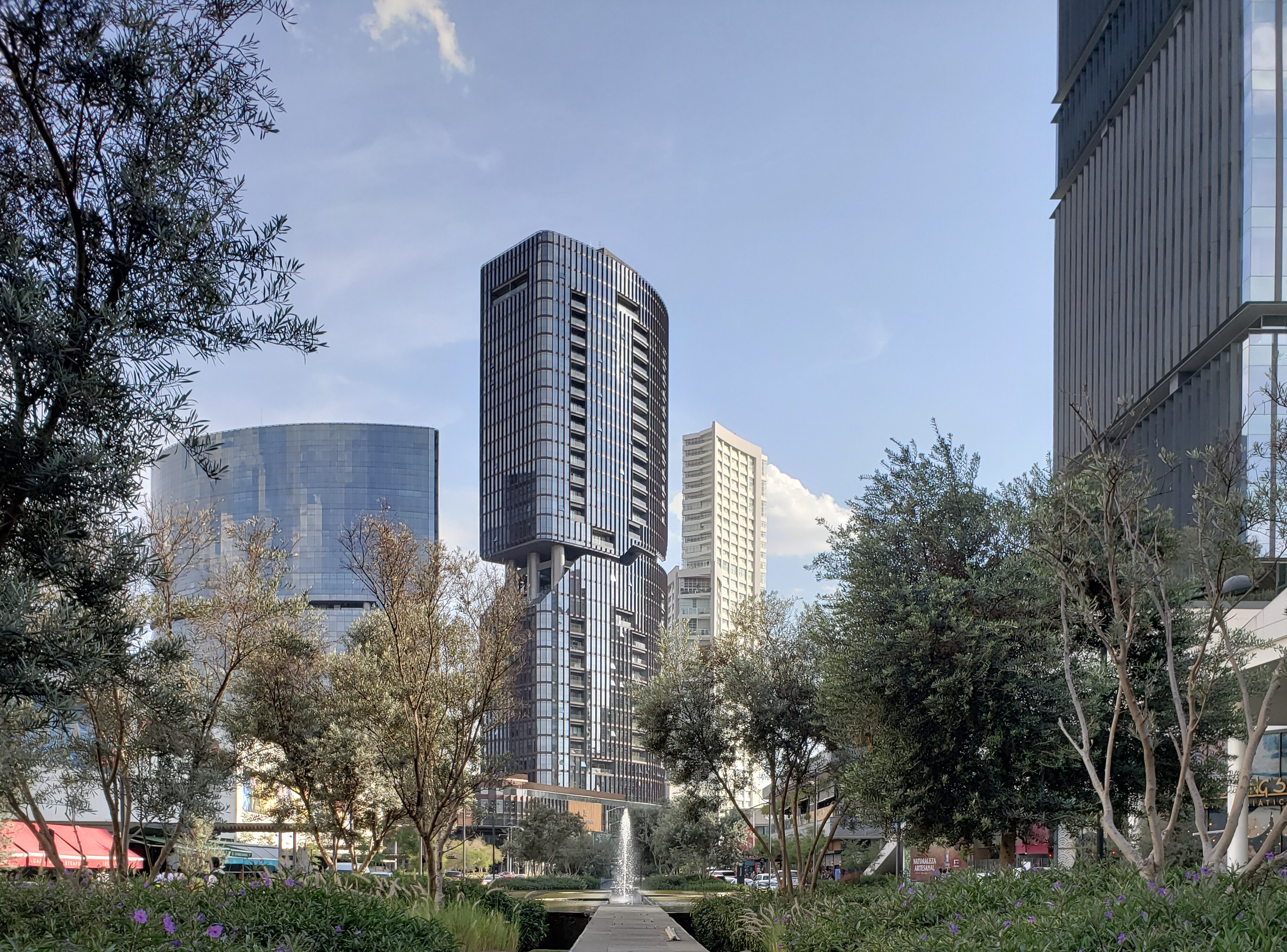
Puerta de Hierro, centre financer i comercial

La ciutat és coneguda com el Silicon Valley de Mèxic, amb la presència de diverses companyies d'alta tecnologia com ara General Electric, Intel, Hitachi, Hewlett Packard, Siemens, Flextronics i d'altres. Guadalajara és el principal productor de programari, components electrònics i digitals a Mèxic. Els equips de telecomunicacions i informàtics de Guadalajara representen aproximadament una quarta part de les exportacions d'electrònica de Mèxic. Empreses com General Electric, IBM, SANMINA, Intel Corporation, HCL Technologies, Hitachi Ltd., Hewlett Packard Enterprise, HP Inc, Siemens, Flextronics, Oracle, Wipro, TCS, Cognizant Technology Solutions i Jabil Circuit tenen instal·lacions a la ciutat o els seus suburbis. Aquest fenomen va començar després de l'aprovació del Tractat de Lliure Comerç estatunidenc (TLCAN). Les empreses internacionals van començar a construir instal·lacions a Mèxic, especialment Guadalajara, desplaçant les empreses mexicanes, especialment en tecnologia de la informació. Un dels problemes que això ha creat és que quan hi ha recessió econòmica, aquestes empreses internacionals es redueixen.
Guadalajara va ser seleccionada com Smart City l'any 2013 per IEEE, l'associació professional més gran del món per a l'avenç de la tecnologia.
Diverses ciutats inverteixen en les àrees de recerca per dissenyar projectes pilot i com a exemple, a principis de març de 2013 va ser el primer Cluster Smart Cities del món, format per Dublín, Irlanda; San Jose, Califòrnia; Cardiff, Gal·les, i Guadalajara, Jalisco, que tenen com a objectiu l'intercanvi d'informació i experiències que es puguin aplicar en principi a qüestions de l'agroempresa i les ciències de la salut.
El Clúster Smart Cities sense precedents al món, se centrarà en el que cada una d'aquestes ciutats està fent en innovació i en la creació d'una aliança per atraure tecnologia. El Ministeri d'Innovació, Ciència i Tecnologia (SICyT) de Jalisco, va dir que la combinació d'inversions en desenvolupament de talent permet a Jalisco entrar a l'economia del coneixement.
Del 25 al 28 d'octubre de 2015, la ciutat va ser la seu de la primera conferència de la iniciativa Smart Cities.
Això no obstant, la ciutat, des de temps colonials, s'ha consolidat com un centre de comerç, transport i comunicacions entre els port de l'oceà Pacífic i el centre i nord del país. El turisme també s'ha convertit en una de les activitats més importants de la ciutat, així com de l'Estat de Jalisco, per la seva proximitat amb les platges de Puerto Vallarta, Manzanillo i Mazatlán. L'aeroport internacional de la ciutat de Guadalajara és el quart més actiu de Mèxic (després de la ciutat de Mèxic, Cancun i Monterrey) i punt de connexió dels vols internacionals amb les destinacions turístiques de l'oest del país. La ciutat també compta amb un modern tren o metro lleuger per connectar els municipis de l'àrea metropolitana amb el centre de la ciutat.

## Educació

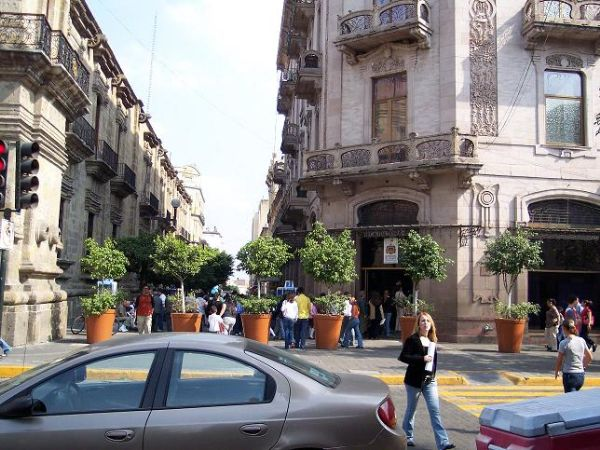
Carrer de Pedro Moreno al Centre Històric

Guadalajara és un important centre educatiu de l'occident de Mèxic. S'hi troben importants universitats privades i públiques com ara la Universitat Autònoma de Guadalajara, la Universitat de Guadalajara, l'Institut Tecnològic i d'Estudis Superiors d'Occident així com campus satèl·lits del Tecnológico de Monterrey i de la Universitat de la Vall de Mèxic. Des de 1987 es realitza l'Expo-Guadalajara acompanyada de la Fira Internacional del Llibre, un important esdeveniment cultural del món castellanoparlant. La ciutat va ser designada la Capital Cultural d'Amèrica el 2005.

## Cultura

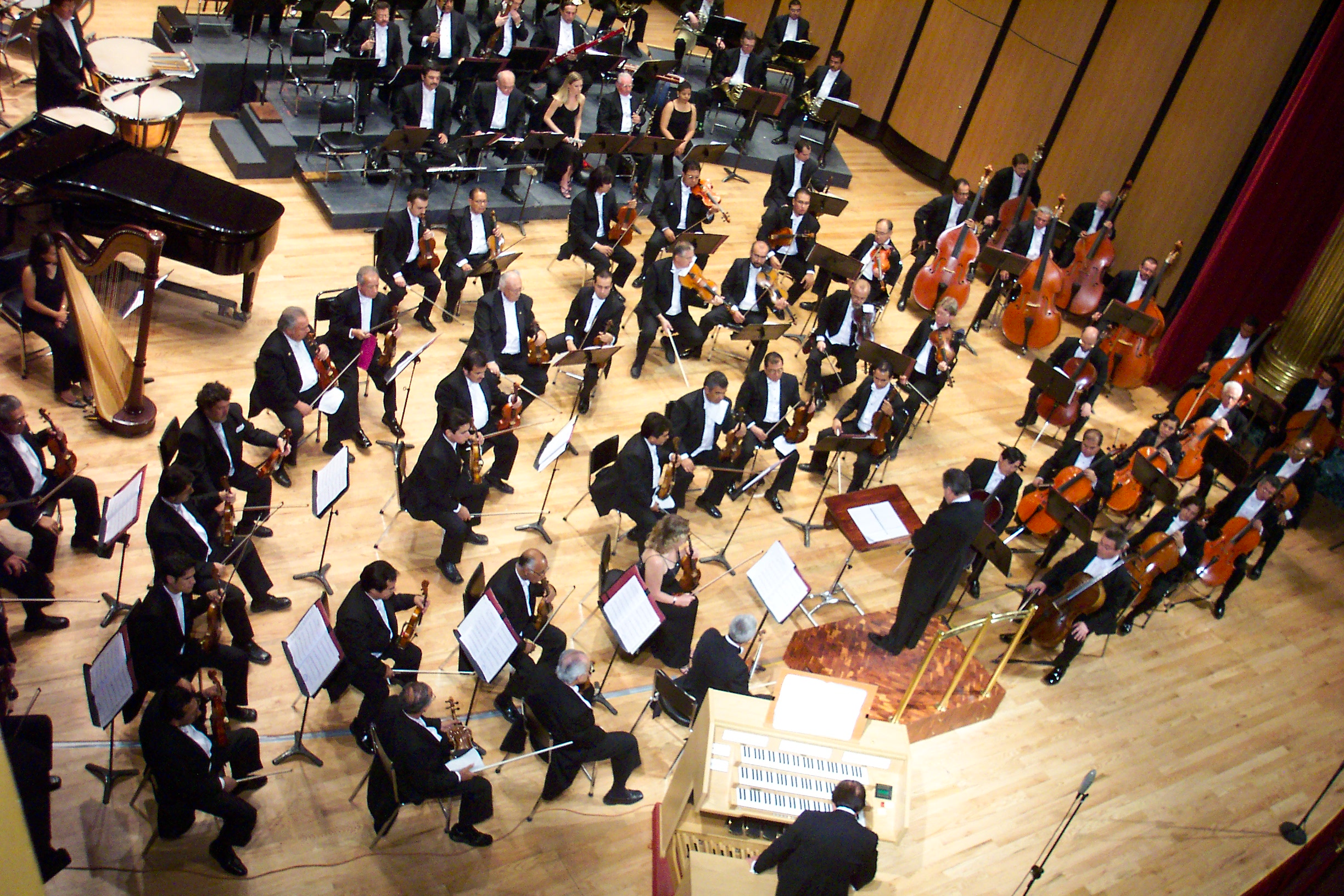
Orquestra Filharmònica de Jalisco, Tocant en el Teatre Degollat de Guadalajara.

Els teatres més importants són el Hospicio Cabañas, Teatre Galeries i el Teatre Degollat, aquest últim un escenari habitual de concerts i recitals de música i dansa clàssica o contemporània. El recentment desclòs Teatre Diana és una plataforma feta per acollir espectacles amb estàndards internacionals, com a adaptacions d'obres musicals de Broadway i concerts.
L'última setmana de març es porta a terme el festival de cinema internacional més important de Mèxic i un dels més importants a l'Amèrica Llatina; Festival Internacional de Cine a Guadalajara.
Cada any, a la darrera setmana de novembre se celebra la Fira Internacional del Llibre de Guadalajara, considerada la fira més important del món castellanoparlant i la segona més gran després de la Fira del Llibre de Frankfurt a Alemanya. Cada any té un convidat especial. L'any 2004 el convidat d'honor de la fira ha estat la "cultura catalana" homenatjant els escriptors catalans actuals i també els escriptors catalans refugiats a Mèxic durant la Guerra Civil Espanyola que hi vivien o encara hi viuen.
D'altra banda la Fira conté el Festival Cultural Infantil més prestigiat del país: Papirolas. El maig s'hi celebra el Festival Cultural, que consisteix en tot un mes d'exposicions, conferències, lectures i concerts de música clàssica.
Al setembre, s'organitza l'Encontre Internacional del Mariachi i la Charreria, el qual és un dels esdeveniments culturals que atreu exponents del mariachi de tot el món, s'ofereixen serenates nocturnes amb mariachi en la Plaça d'Armes, gales de nombrosos mariachis en el tradicional teatre Degollat, i espectacles de charrería per a tota la gent, a més a més d'una gran desfilada d'obertura per l'avinguda Alcalde.
El 1981 va néixer el Ballet de Cambra de Jalisco, companyia sorgida com un projecte de nivell professional que des de fa 25 anys ha tingut actuacions ininterrompudes a Guadalajara i en diferents escenaris de la república.

## Esports
La ciutat és seu de tres equips de primera divisió de futbol mexicà: el Club Esportiu Guadalajara, conegut com el Rebaño Sagrado o més aviat les Chivas Rayadas del Guadalajara, amb 10 campionats guanyats; el club "Atlas" i l'equip de la Universitat Autònoma de Guadalajara. Els estadis principals de futbol són l'Estadi Jalisco, conegut com el "Colós de la Calçada Independència", l'estadi de la UAG i l'Estadi Olímpic de la UG. La ciutat serà seu dels Jocs Panamericans del 2011.

## Bibliografiа
- Eric Van Young «Urban Market and Hinterland: Guadalajara and Its Region in the Eighteenth Century». Hispanic American Historical Review, 4, 1979, pàg. 593–635. DOI: 10.1215/00182168-59.4.593. JSTOR: 2514067.
- Nikki Craske «Women and Regime Politics in Guadalajara's Low-Income Neighbourhoods». Bulletin of Latin American Research, 1, 1994, pàg. 61–78. DOI: 10.2307/3338701. JSTOR: 3338701.
- José Luis Lezama. «Mexico: Guadalajara». A: Latin American Urbanization: Historical Profiles of Major Cities.  Greenwood Press, 1994. ISBN 0313259372.
- Error: hi ha arxiuurl o arxiudata, però calen tots dos paràmetres.«Guadalajara Census History: 1600–1850». Guadalajara Census Project.  Florida State University, Department of History, 2003. [Consulta: 10 juliol 2013].
- John Harner «Globalization of Food Retailing in Guadalajara, Mexico: Changes in Access Equity and Social Engagement». Journal of Latin American Geography, 2, 2007, pàg. 33–53. DOI: 10.1353/lag.2007.0041. JSTOR: 25765177.
- Carlos Barba Solano; etal. «Mexico: Guadalajara». A: Asian and Pacific Cities: Development Patterns.  Routledge, 2013. ISBN 9780415632041.
- José Toribio Medina. La imprenta en Guadalajara de México (1793–1821) (en castellà).  Santiago de Chile: Imprenta Elzeviriana, 1904. (Annotated list of titles published in Guadalajara, arranged chronologically)